# GFZ-1
GFZ-1 (Geo Forschungs Zentrum) fue un satélite artificial geodésico alemán diseñado para mejorar la comprensión del campo gravitatorio terrestre. Se trataba de un satélite pasivo, sin sensores ni electrónica a bordo, recubierto con retrorreflectores para reflejar haces láser enviados desde estaciones en tierra y determinar la distancia entre la estación y el satélite con una precisión de hasta 1 centímetro. El decaimiento del satélite debido a la fricción atmosférica modificaría las distancias, lo que serviría para determinar la densidad atmosférica a grandes alturas. GFZ-1 fue lanzado desde la estación Mir el 19 de abril de 1995, y fue el primer satélite no ruso lanzado desde la estación.
El satélite fue desarrollado en menos de 12 meses y con un coste de unos 700.000 dólares, incluyendo diseño, fabricación, pruebas y lanzamiento. La recogida y análisis de los datos fueron coordinados por el GeoForschungsZentrum Potsdam. El satélite en sí consistía de una estructura esférica hecha de latón y con 60 reflectores distribuidos regularmente por la superficie. Los reflectores eran prismas de cuarzo colocados en soportes especiales.
Durante los 4 años y 64 días que permaneció en órbita, GFZ-1 realizó 5402 pasos sobre las 33 estaciones de observación.
GFZ 1 fue llevado hasta la Mir por la Progress M-27.